# Студент (рассказ)
«Студе́нт»  — рассказ Антона Павловича Чехова, опубликованный в «Русских ведомостях» в 1894 году. Из воспоминаний родных известно, что «Студент» был любимым рассказом Чехова.

## История создания
Впервые рассказ «Студент» был опубликован в «Русских ведомостях» в 1894 году. До сих пор неизвестно, где и когда был написан рассказ. Возможно, он был создан в Ялте, где Чехов отдыхал в марте 1894 года. В своих письмах из Крыма Чехов не упоминал об этом рассказе, но по возвращении в Мелихово он рассказал А. С. Суворину: «Пьесы в Крыму я не писал. А прозу писал». В Крыму Чехов работал над книгой «Остров Сахалин». Однако это упоминание скорее относится к художественному произведению, чем к книге «Остров Сахалин». Если учитывать время публикации, то слова в письме Суворину могли относиться только к рассказу «Студент».
При подготовке публикации рассказа в составе сборника «Повести и рассказы» Чехов незначительно дополнил его. Рассказ относился к числу немногих рассказов, любимых автором. Позднее при упоминании критикой чеховского пессимизма Антон Павлович ссылался на «Студента», дабы развенчать устоявшееся мнение о себе и принципах своего творчества:

Напишут о ком-нибудь тысячу строк, а внизу прибавят «…а то вот ещё есть писатель Чехов: нытик…». А какой я нытик? Какой я «хмурый человек», какая я «холодная кровь», как называют меня критики? Какой я «пессимист»? Ведь из моих вещей самый любимый мой рассказ — «Студент»… И слово-то противное: «пессимист»… Нет, критики ещё хуже, чем актёры. А ведь, знаете, актёры на целых семьдесят пять лет отстали в развитии от русского общества.— И. А. Бунин. «О Чехове».
В рассказе «Студент» сказалось влияние на творчество Чехова образа жизни и деятельности его отца Павла Егоровича, заставлявшего детей по ночам петь в церковном хоре, и заниматься спевками поздними вечерами, требовавшего чуть ли не с младенчества замещать его в лавке, когда он куда-нибудь отлучался. Если бы не знание церковных служб и обрядов, из-под пера Чехова не вышли бы такие рассказы, как «Святой ночью», «Студент», «Святые горы», «Архиерей», «Убийство».

## Сюжет
Иван Великопольский, студент духовной академии, сын дьячка, возвращался домой. Вокруг было пустынно и мрачно. Молодой человек «думал о том, что точно такой же ветер дул и при Рюрике, и при Иоанне Грозном, и при Петре, и что при них была точно такая же лютая бедность, голод, такие же дырявые соломенные крыши, невежество, тоска, такая же пустыня кругом, мрак, чувство гнёта, — все эти ужасы были, есть и будут, и оттого, что пройдёт ещё тысяча лет, жизнь не станет лучше. И ему не хотелось домой».
Студент подошёл к огороду, где старуха Василиса вместе со своей дочерью Лукерьей жгла костёр. Юноша сказал: «Точно так же в холодную ночь грелся у костра апостол Пётр. Ах, какая то была страшная ночь, бабушка! До чрезвычайности унылая, длинная ночь!» Затем он вспомнил о Тайной Вечере, когда Пётр сказал Иисусу: «С Тобою я готов и в темницу, и на смерть». А Господь ему на это: «Говорю тебе, Пётр, не пропоёт сегодня петел, то есть петух, как ты трижды отречёшься, что не знаешь Меня». Студент продолжал рассказывать евангельскую историю. Василиса заплакала. Юноша простился с ними и пошёл дальше.
«Студент думал о Василисе: если она заплакала, то, значит, всё, происходившее в ту страшную ночь с Петром, имеет к ней какое-то отношение…» Юноша думал о том, «что если Василиса заплакала, а её дочь смутилась, то, очевидно, то, о чём он только что рассказывал, что происходило девятнадцать веков назад, имеет отношение к настоящему — к обеим женщинам и, вероятно, к этой пустынной деревне, к нему самому, ко всем людям. Если старуха заплакала, то не потому, что он умеет трогательно рассказывать, а потому, что Пётр ей близок, и потому, что она всем своим существом заинтересована в том, что происходило в душе Петра».
Герой размышляет о событиях древности, о людях, живших много веков назад. Юноша постигает связь веков и поколений. Он понимает, что всё, происходящее когда-то, имеет смысл и для его современников. Иван в тот день осознал, что правда и красота — главное в жизни человека.

## Персонажи
- Иван Великопольский — студент духовной академии, он очень молод, полон жизни, ожидания счастья. Жизнь для него прекрасна, будущее героя видится в весёлых, ярких красках.
- Василиса — вдова.
- Лукерья — вдова, дочь Василисы.

## «Студент» в критике
После публикации «Студента» рассказ вызвал довольно малый интерес у критиков. Так С. А. Андреевский в своей рецензии на сборник «Повести и рассказы» написал, что главный герой — «вдохновлённый, поэтический образ юноши в толстовском вкусе, с живою и радостною верою в силу евангельской проповеди».
В. М. Лавров в письме к Чехову 1899 года восхищался и любовался способностью автора затрагивать самые острые вопросы и проблемы общества: «<…> в Ваших рассказах находят то, что всех мучает, чего многие ещё и не сознают, а только чувствуют и не понимают, почему им так тяжело и скверно. И к Вам все прислушиваются, но никто не ждёт ответа, но как дорог всем Ваш студент, возвращающийся домой с охоты в холодную ночь».
А. Г. Горнфельд в рецензии на рассказ отметил особенный, даже какой-то мистический контраст и красоту обыденной, жизненной обстановки. В 1903 году появилось две статьи («Мир божий», «Санкт-Петербургские ведомости»), посвящённые творчеству Чехова, где рассказ Чехова получил хорошие отзывы и был расценён как новое начинание в произведениях писателя.
Подобно Горнфельду М. Н. Альбов утверждал, что рассказ «Студент» относится к новому периоду Чехова, и видел в этом произведении перелом в писательской деятельности драматурга: «всё сильнее слышится что-то новое, бодрое, жизнерадостное, глубоко волнующее читателя и порой необыкновенно смелое», — «эти новые черты уже заметно и, кажется, впервые сказались в маленьком рассказе». Перемену же он видит в том, что главному герою, студенту Великопольскому, первому из персонажей Чехова, жизнь показалась полна высокого смысла. Альбов отождествляет автора с его персонажем: «Итак, правда, справедливость, красота как элементы самой жизни и притом основные, главные — вот, наконец, ответ на вопрос — в чём смысл жизни, чем люди живы. Что студент Великопольский и Полознев в данном случае высказывают мысли самого Чехова или близкие и дорогие ему мысли — в этом не может быть сомнения». Альбов же видит новую главную задачу Чехова — «открыть это неизвестное, то, о чём люди тоскуют, найти в самой жизни элементы правды, справедливости, красоты, свободы».
Батюшков также видит в «Студенте» отражение нового периода в творчестве Чехова. По его мнению:

Новизна эта, в перемене миросозерцания Чехова, которое тесно связано с особенностями его поэтики. Чехов с самого начала вступил на путь аналитической проверки тех широких обобщений и принятых норм общественной и индивидуальной жизни, которые были выработаны предшествовавшими поколениями. Новая форма искусства естественно вылилась из потребности его духовной организации, из стремления личности выразить своё непосредственное отношение к действительности — в сфере творчества и в области отвлечённых принципов. Не принимать ничего на веру, сомневаться даже в том, что кажется общепризнанным, пока внутренне не ощутишь его истинность, это — то же, что в искусстве доверять лишь личным впечатлениям, принять их за исходный пункт творчества и только под углом личного настроения воспроизводить действительность. Но раннему Чехову жизнь представлялась состоящей из ряда случайностей, отдельных, изолированных явлений, и при этом терялось причинное отношение явлений жизни, связь между прошлым и настоящим. Новая форма искусства естественно вылилась из потребности его духовной организации.— Батюшков, Фёдор Дмитриевич.
Были и отзывы иностранных критиков. Поль Буайе, профессор русского языка в Париже, сообщил 6 апреля 1902 года Чехову: «… издатели „Revue Blanche“, те же, которые издали „Quo vadis“ и множество других книг, рассчитанных на громкий успех, только что взялись за напечатание отдельным изданием образцового перевода четырёх ваших сочинений: „Убийство“, „Мужики“, „Студент“, „На подводе“»; мотивировкой выбора послужило то, что эти произведения «показались большинству наших ценителей вашего таланта как нельзя лучше выразившими главные особенности вашего творчества». Трактовка рассказов Чехова в предисловии Буайе к этому сборнику связана с его общим восприятием русского национального характера: «Каждый народ страдает по-своему; и я не знаю писателя, которому удалось бы лучше, чем Чехову, выразить русскую печаль, сотканную из тоски, гордости, фатализма и усталости». Очевидно, Буайе и в «Студенте» воспринял только мысль о том, что нищета, невежество и «чувство гнёта», давившие на Руси несколько веков назад, так и останутся, «и оттого, что пройдёт ещё тысяча лет, жизнь не станет лучше». Перемена в настроения героя, противоположное восприятие им жизни и антитезис рассказа были проигнорированы при этом.
В Германии рассказ «Студент», судя по письму Чехова 29 января 1899 года из Лейпцига, был воспринят как новое явление поэтики писателя: «Здесь „Студента“ считают перлом „нового направления“».